# Alpy

La mascotte Alpy.

Alpy est la mascotte des Jeux paralympiques d'hiver de 1992 organisés à Tignes et à Albertville, en France. C'est la première mascotte des Jeux paralympiques d'hiver.

## Description
Alpy est une mascotte en forme de montagne. Il représente la Grande Motte, un des sommets du massif de la Vanoise. Son unique représentation graphique le montre en train de pratiquer le ski alpin handisport équipé d'un unique ski et de deux bâton munis de semelles.
Les coloris blanc, bleu et vert de la mascotte représentent respectivement la pureté de la neige, l'espoir et la nature, ainsi que les disciplines sportives associées à la couleur des lacs alpins.
La mascotte a été créée par Vincent Thiebaut, un graphiste de l'agence Thuria basée en Rhône-Alpes.

## Produits dérivés
Les débuts d'une mascotte paralympique aux Jeux d'hiver sont discrets sur le plan promotionnel, la mascotte n'étant déclinée qu'en de rares pin's.